# Кевін Нолан
Кевін Нолан (англ. Kevin Nolan, нар. 24 червня 1982, Ліверпуль) — англійський футболіст, помічник головного тренера клубу «Вест Гем Юнайтед».

## Клубна кар'єра
Народився 24 червня 1982 року в місті Ліверпуль. Вихованець юнацьких команд футбольних клубів «Ліверпуль» та «Болтон Вондерерз».
У дорослому футболі дебютував 1999 року виступами за команду клубу «Болтон Вондерерз», в якій провів десять сезонів, взявши участь у 296 матчах чемпіонату. Більшість часу, проведеного у складі «Болтона», був основним гравцем команди.
Своєю грою за цю команду привернув увагу представників тренерського штабу клубу «Ньюкасл Юнайтед», до складу якого приєднався 2009 року. Відіграв за команду з Ньюкасла наступні два сезони своєї ігрової кар'єри. Граючи у складі «Ньюкасл Юнайтед» також здебільшого виходив на поле в основному складі команди. У складі «Ньюкасл Юнайтед» був одним з головних бомбардирів команди, маючи середню результативність на рівні 0,34 голу за гру першості.
До складу клубу «Вест Гем Юнайтед» приєднався 2011 року. Наразі встиг відіграти за клуб з Лондона 53 матчі в національному чемпіонаті.

## Виступи за збірну
Протягом 2002—2004 років залучався до складу молодіжної збірної Англії. На молодіжному рівні зіграв у 2 офіційних матчах.